# Simiane-la-Rotonde
Simiane-la-Rotonde är en kommun i departementet Alpes-de-Haute-Provence i regionen Provence-Alpes-Côte d'Azur i sydöstra Frankrike. Kommunen ligger  i kantonen Banon som ligger i arrondissementet Forcalquier. År 2022 hade Simiane-la-Rotonde 608 invånare.

## Befolkningsutveckling
Antalet invånare i kommunen Simiane-la-Rotonde
Referens: INSEE